# Liste des ministres wallons de la Fonction publique
Voici la liste des ministres de la Fonction publique de la Région wallonne depuis la création de la fonction en 1985.
| Titulaire | Titulaire                                                     | Titulaire                  | Parti | Mandat                                                          | Gouvernement                                                            | Portefeuille ministériel |
| --------- | ------------------------------------------------------------- | -------------------------- | ----- | --------------------------------------------------------------- | ----------------------------------------------------------------------- | --- |
| 1         |                                                               | Melchior Wathelet (1949-)  | PSC   | 11 décembre 1985 – 4 février 1988 (2 ans, 1 mois et 24 jours)   | Wathelet                                                                | Ministre-président et Ministre des Nouvelles technologies, des Relations extérieures, des Affaires générales et du Personnel                                                                              |
| 2         |                                                               | Edgard Hismans (1930-1995) | PS    | 10 mai 1988 – 18 janvier 1989 (8 mois et 8 jours)               | Anselme                                                                 | Ministre de la Rénovation rurale, de la Conservation de la nature, des Zonings industriels, de l'Emploi et de la Fonction publique régionale                                                              |
| 3         |                                                               | Bernard Anselme (1945-)    | PS    | 18 janvier 1989 – 8 janvier 1992 (2 ans, 11 mois et 21 jours)   | Anselme                                                                 | Ministre-président et Ministre de l'Économie, des PME et de la Fonction publique régionale |
| 3         | 25 janvier 1994 – 15 juillet 1999 (5 ans, 5 mois et 20 jours) | Bernard Anselme (1945-)    | PS    | Collignon I                                                     | Ministre des Affaires intérieures, de la Fonction publique et du Budget | |
| 3         | 25 janvier 1994 – 15 juillet 1999 (5 ans, 5 mois et 20 jours) | Bernard Anselme (1945-)    | PS    | Collignon II                                                    | Ministre des Affaires intérieures et de la Fonction publique            | |
| 4         |                                                               | Jean-Marie Severin (1941-) | PRL   | 15 juillet 1999 – 17 octobre 2000 (1 an, 3 mois et 2 jours)     | Di Rupo I                                                               | Ministre des Affaires intérieures et de la Fonction publique |
| 4         | Van Cauwenberghe I                                            | Jean-Marie Severin (1941-) | PRL   | 15 juillet 1999 – 17 octobre 2000 (1 an, 3 mois et 2 jours)     |                                                                         | Ministre des Affaires intérieures et de la Fonction publique |
| 5         |                                                               | Charles Michel (1975-)     | PRL   | 17 octobre 2000 – 27 juillet 2004 (3 ans, 9 mois et 10 jours)   | Van Cauwenberghe I                                                      | Ministre des Affaires intérieures et de la Fonction publique |
| 6         |                                                               | Philippe Courard (1966-)   | PS    | 27 juillet 2004 – 15 juillet 2009 (4 ans, 11 mois et 18 jours)  | Van Cauwenberghe II                                                     | Ministre des Affaires intérieures et de la Fonction publique |
| 6         | Di Rupo II                                                    | Philippe Courard (1966-)   | PS    | 27 juillet 2004 – 15 juillet 2009 (4 ans, 11 mois et 18 jours)  |                                                                         | Ministre des Affaires intérieures et de la Fonction publique |
| 6         | Demotte I                                                     | Philippe Courard (1966-)   | PS    | 27 juillet 2004 – 15 juillet 2009 (4 ans, 11 mois et 18 jours)  |                                                                         | Ministre des Affaires intérieures et de la Fonction publique |
| 7         |                                                               | Jean-Marc Nollet (1970-)   | Ecolo | 15 juillet 2009 – 22 juillet 2014 (5 ans et 7 jours)            | Demotte II                                                              | Vice-Ministre-président et Ministre du Développement durable, de la Fonction publique, de l'Énergie, du Logement et de la Recherche                                                                       |
| 8         |                                                               | Christophe Lacroix (1966-) | PS    | 22 juillet 2014 – 28 juillet 2017 (3 ans et 6 jours)            | Magnette                                                                | Ministre du Budget, de la Fonction publique, de la Simplification administrative et de l'Énergie |
| 9         |                                                               | Alda Greoli (1962-)        | cdH   | 28 juillet 2017 – 13 septembre 2019 (2 ans, 1 mois et 16 jours) | Borsus                                                                  | Vice-Ministre-présidente et Ministre de l'Action sociale, de la Santé, de l'Égalité des chances, de la Fonction publique, de la Simplification administrative et des Infrastructures de la petite enfance |
| 10        |                                                               | Valérie De Bue (1966-)     | MR    | 13 septembre 2019 – (5 ans, 6 mois et 2 jours)                  | Di Rupo III                                                             | Ministre de la Fonction publique, de l'Informatique, de la Simplification administrative, chargé des Allocations familiales, du Tourisme, du Patrimoine et de la Sécurité routière                        |